# Gran Premio di superbike di Imola 2005
Il Gran Premio di superbike di Imola 2005 è stato l'undicesima prova su dodici del campionato mondiale Superbike 2005, disputato il 2 ottobre sull'autodromo Enzo e Dino Ferrari. Gara 1 ha visto la vittoria di Chris Vermeulen davanti a Troy Corser e Noriyuki Haga, mentre gara 2 è stata annullata a causa delle cattive condizioni meteorologiche.
La gara ha anche decretato il nuovo campione mondiale, con l'australiano Troy Corser che ha ottenuto il suo secondo alloro iridato della carriera con una gara di anticipo sul termine della stagione.
La vittoria nella gara valevole per il campionato mondiale Supersport 2005, disputata in due parti con il risultato calcolato in base alla somma dei tempi, è stata ottenuta da Gianluca Nannelli. Per Nannelli si tratta della prima vittoria nel contesto di una gara mondiale, ottenuta con la Ducati 749 R del team Ducati SC Caracchi con livrea argento in onore della vittoria della Ducati 750 SS nella 200 Miglia di Imola del 1972, riportando al successo in questo campionato la casa bolognese a distanza di cinque anni dall'ultima vittoria di Rubén Xaus nel 2000 in Olanda ad Assen.
La gara della Superstock 1000 FIM Cup viene vinta da Riccardo Chiarello e quella del campionato Europeo della classe Superstock 600 da Yoann Tiberio.

## Risultati

### Gara 1

#### Arrivati al traguardo[8]
| Pos. | Nº  | Pilota                | Squadra                     | Motocicletta       | Giri | Tempo     | Griglia | Punti |
| ---- | --- | --------------------- | --------------------------- | ------------------ | ---- | --------- | ------- | ----- |
| 1º   | 77  | Chris Vermeulen       | Winston Ten Kate Honda      | Honda CBR 1000RR   | 21   | 39:35.789 | 1º      | 25    |
| 2º   | 11  | Troy Corser           | Alstare Suzuki Corona Extra | Suzuki GSXR1000 K5 | 21   | +0:00.297 | 3º      | 20    |
| 3º   | 41  | Noriyuki Haga         | Yamaha Motor Italia WSB     | Yamaha YZF R1      | 21   | +0:08.313 | 6º      | 16    |
| 4º   | 1   | James Toseland        | Ducati Xerox                | Ducati 999F05      | 21   | +0:15.339 | 4º      | 13    |
| 5º   | 99  | Steve Martin          | Foggy Petronas Racing       | Petronas FP1       | 21   | +0:49.638 | 11º     | 11    |
| 6º   | 9   | Chris Walker          | PSG-1 Kawasaki Corse        | Kawasaki ZX10      | 21   | +0:50.072 | 16º     | 10    |
| 7º   | 76  | Max Neukirchner       | Klaffi Honda                | Honda CBR 1000RR   | 21   | +0:52.175 | 12º     | 9     |
| 8º   | 32  | Sébastien Gimbert     | Yamaha Motor France-Ipone   | Yamaha YZF R1      | 21   | +0:52.381 | 15º     | 8     |
| 9º   | 55  | Régis Laconi          | Ducati Xerox                | Ducati 999F05      | 21   | +0:57.834 | 2º      | 7     |
| 10º  | 45  | Gianluca Vizziello    | Italia Lorenzini by Leoni   | Yamaha YZF R1      | 21   | +1:05.727 | 18º     | 6     |
| 11º  | 200 | Giovanni Bussei       | Kawasaki Bertocchi          | Kawasaki ZX10      | 21   | +1:08.332 | 17º     | 5     |
| 12º  | 6   | Mauro Sanchini        | PSG-1 Kawasaki Corse        | Kawasaki ZX10      | 21   | +1:10.289 | 22º     | 4     |
| 13º  | 155 | Ben Bostrom           | Renegade Koji               | Honda CBR 1000RR   | 21   | +1:10.786 | 8º      | 3     |
| 14º  | 20  | Marco Borciani        | DFXtreme Sterilgarda        | Ducati 999RS       | 21   | +1:27.905 | 20º     | 2     |
| 15º  | 71  | Yukio Kagayama        | Alstare Suzuki Corona Extra | Suzuki GSXR1000 K5 | 21   | +1:33.440 | 7º      | 1     |
| 16º  | 88  | Andrew Pitt           | Yamaha Motor Italia WSB     | Yamaha YZF R1      | 21   | +1:37.849 | 9º      |       |
| 17º  | 36  | Maurizio Prattichizzo | PapaMoto Sport              | Kawasaki ZX10      | 20   | +1 giro   | 32º     |       |

#### Ritirati
| Nº | Pilota              | Squadra                   | Motocicletta         | Giri | Griglia |
| -- | ------------------- | ------------------------- | -------------------- | ---- | ------- |
| 10 | Fonsi Nieto         | PSG-1 Kawasaki Corse      | Kawasaki ZX10        | 18   | 19º     |
| 35 | Luca Pini           | Emmebi Team               | Honda CBR 1000RR     | 10   | 26º     |
| 23 | Jiří Mrkývka        | SBK Team JM               | Ducati 999RS         | 9    | 34º     |
| 21 | Michel Nickmans     | Zone Rouge                | Yamaha YZF R1        | 9    | 33º     |
| 26 | Andrea Mazzali      | Mazzali Racing            | MV Agusta F4 1000 MT | 6    | 30º     |
| 3  | Norifumi Abe        | Yamaha Motor France-Ipone | Yamaha YZF R1        | 5    | 13º     |
| 57 | Lorenzo Lanzi       | Ducati SC Caracchi        | Ducati 999F05        | 5    | 5º      |
| 73 | Giuseppe Zannini    | Ducati SC Caracchi        | Ducati 999RS         | 4    | 28º     |
| 8  | Ivan Clementi       | Team Pedercini            | Ducati 999RS         | 3    | 24º     |
| 19 | Lucio Pedercini     | Team Pedercini            | Ducati 999RS         | 3    | 29º     |
| 25 | Alessio Velini      | Team Pedercini            | Ducati 999RS         | 2    | 27º     |
| 31 | Karl Muggeridge     | Winston Ten Kate Honda    | Honda CBR 1000RR     | 2    | 10º     |
| 39 | Alessandro Gramigni | Yamaha Motor France-Ipone | Yamaha YZF R1        | 2    | 31º     |
| 7  | Pierfrancesco Chili | Klaffi Honda              | Honda CBR 1000RR     | 2    | 14º     |
| 22 | Iván Silva          | D.F.X. Treme              | Yamaha YZF R1        | 1    | 21º     |
| 37 | Mauro Lucchiari     | D.F.X. Treme              | Yamaha YZF R1        | 1    | 25º     |

### Supersport

#### Arrivati al traguardo
| Pos. | Nº  | Pilota               | Squadra                     | Motocicletta    | Giri | Tempo     | Griglia | Punti |
| ---- | --- | -------------------- | --------------------------- | --------------- | ---- | --------- | ------- | ----- |
| 1º   | 69  | Gianluca Nannelli    | Ducati SC Caracchi          | Ducati 749 R    | 21   | 42'55.695 | 2º      | 25    |
| 2º   | 11  | Kevin Curtain        | Yamaha Motor Germany        | Yamaha YZF R6   | 21   | +2.452    | 8º      | 20    |
| 3º   | 13  | Alessio Corradi      | Ducati Selmat               | Ducati 749 R    | 21   | +4.201    | 7º      | 16    |
| 4º   | 84  | Michel Fabrizio      | Italia Megabike             | Honda CBR 600RR | 21   | +7.965    | 9º      | 13    |
| 5º   | 23  | Broc Parkes          | Yamaha Motor Germany        | Yamaha YZF R6   | 21   | +10.506   | 3º      | 11    |
| 6º   | 30  | Alessandro Antonello | Kawasaki Bertocchi          | Kawasaki ZX 6RR | 21   | +29.825   | 13º     | 10    |
| 7º   | 81  | Arie Vos             | Kunstgras.com Racing        | Honda CBR 600RR | 21   | +41.764   | 14º     | 9     |
| 8º   | 116 | Johan Stigefelt      | Stiggy Motorsports          | Honda CBR 600RR | 21   | +47.274   | 10º     | 8     |
| 9º   | 82  | Camillo Mariottini   | Start Team                  | Honda CBR 600RR | 21   | +48.496   | 16º     | 7     |
| 10º  | 42  | Matthieu Lagrive     | Moto 1 - Suzuki             | Suzuki GSX 600R | 21   | +1'03.068 | 12º     | 6     |
| 11º  | 99  | Fabien Foret         | Megabike                    | Honda CBR 600RR | 21   | +1'14.967 | 1º      | 5     |
| 12º  | 88  | Julien Enjolras      | Tati Team Beaujolais Racing | Yamaha YZF R6   | 21   | +1'15.858 | 20º     | 4     |
| 13º  | 58  | Tomas Miksovsky      | Intermoto Czech Republic    | Honda CBR 600RR | 21   | +1'15.904 | 22º     | 3     |
| 14º  | 28  | Sami Penna           | Ajo Promotion               | Honda CBR 600RR | 21   | +1'21.678 | 25º     | 2     |
| 15º  | 55  | Niccolò Canepa       | Lightspeed Kawasaki         | Kawasaki ZX 6RR | 21   | +1'25.763 | 11º     | 1     |
| 16º  | 25  | Tatu Lauslehto       | Klaffi Honda                | Honda CBR 600RR | 21   | +1'32.729 | 15º     |       |
| 17º  | 19  | Jarno Janssen        | Suzuki Nederland            | Suzuki GSX 600R | 21   | +1'32.833 | 21º     |       |
| 18º  | 78  | Hudson Kennaugh      | Moto 1 - Suzuki             | Suzuki GSX 600R | 21   | +1'46.199 | 23º     |       |
| 19º  | 62  | Joan Lascorz         | Glaner Castrol Honda        | Honda CBR 600RR | 21   | +1'55.353 | 24º     |       |
| 20º  | 68  | Suhathai Chaemsap    | Intermoto Czech Republic    | Honda CBR 600RR | 21   | +2'02.149 | 19º     |       |

#### Ritirati
| Nº  | Pilota              | Squadra                     | Motocicletta    | Giri | Griglia |
| --- | ------------------- | --------------------------- | --------------- | ---- | ------- |
| 33  | Ivan Goi            | Bike Service                | Yamaha YZF R6   | 20   | 18º     |
| 51  | Robert Gianfardoni  | Lightspeed Kawasaki         | Kawasaki ZX 6RR | 14   | 32º     |
| 12  | Javier Forés        | Alstare Suzuki Corona Extra | Suzuki GSX 600R | 13   | 6º      |
| 161 | Simone Sanna        | Improve Racing              | Honda CBR 600RR | 13   | 17º     |
| 74  | Ron Van Steenbergen | Suzuki Nederland            | Suzuki GSX 600R | 13   | 31º     |
| 127 | Robbin Harms        | Stiggy Motorsports          | Honda CBR 600RR | 12   | 5º      |
| 15  | Matteo Baiocco      | Tienne Racing               | Yamaha YZF R6   | 12   | 26º     |
| 8   | Stéphane Chambon    | Gil Motor Sport             | Honda CBR 600RR | 11   | 4º      |
| 14  | Andrea Berta        | Ducati Selmat               | Ducati 749 R    | 9    | 29º     |
| 100 | Topi Haarala        | Ajo Motorsport              | Honda CBR 600RR | 6    | 30º     |
| 57  | Sergio Ruggiero     | VMN Racing                  | Yamaha YZF R6   | 3    | 28º     |
| 34  | José Manuel Hurtado | Alapont Competition         | Honda CBR 600RR | 1    | 27º     |

### Superstock 1000

#### Arrivati al traguardo
| Pos. | Nº | Pilota                 | Squadra                     | Motocicletta       | Giri | Tempo     | Griglia | Punti |
| ---- | -- | ---------------------- | --------------------------- | ------------------ | ---- | --------- | ------- | ----- |
| 1º   | 5  | Riccardo Chiarello     | Alstare Suzuki Corona Extra | Suzuki GSXR1000 K5 | 13   | 29'26.347 | 5º      | 25    |
| 2º   | 53 | Alessandro Polita      | Celani - Suzuki Italia      | Suzuki GSX 1000R   | 13   | +0.209    | 4º      | 20    |
| 3º   | 41 | Craig Coxhell          | EMS Racing                  | Suzuki GSX 1000R   | 13   | +9.812    | 9º      | 16    |
| 4º   | 57 | Ilario Dionisi         | Celani - Suzuki Italia      | Suzuki GSX 1000R   | 13   | +28.064   | 3º      | 13    |
| 5º   | 69 | Didier Van Keymeulen   | Yamaha Motor Germany        | Yamaha YZF R1      | 13   | +28.173   | 12º     | 11    |
| 6º   | 9  | Luca Scassa            | Ormeni Racing               | Yamaha YZF R1      | 13   | +28.877   | 8º      | 10    |
| 7º   | 60 | Julián Mazuecos        | PL Motoracing               | Yamaha YZF R1      | 13   | +38.223   | 17º     | 9     |
| 8º   | 47 | Richard Cooper         | MS Akuna Racing             | Honda CBR 1000RR   | 13   | +45.084   | 19º     | 8     |
| 9º   | 55 | Massimo Roccoli        | Italia Lorenzini by Leoni   | Yamaha YZF R1      | 13   | +48.016   | 2º      | 7     |
| 10º  | 32 | Alex Martinez          | PMS Corse                   | Yamaha YZF R1      | 13   | +51.316   | 20º     | 6     |
| 11º  | 44 | Roberto Lunadei        | 44 Racing                   | Yamaha YZF R1      | 13   | +52.291   | 11º     | 5     |
| 12º  | 21 | Giacomo Romanelli      | PMS Corse                   | Yamaha YZF R1      | 13   | +1'01.199 | 21º     | 4     |
| 13º  | 89 | John Laverty           | Beowulf Motorsport.com      | Suzuki GSX 1000R   | 13   | +1'03.312 | 10º     | 3     |
| 14º  | 86 | Ayrton Badovini        | EVR Corse Biassono Racing   | MV Agusta          | 13   | +1'04.023 | 13º     | 2     |
| 15º  | 45 | Gianluca Rapicavoli    | Gimotorsport UnionBikeDucci | MV Agusta          | 13   | +1'07.011 | 23º     | 1     |
| 16º  | 11 | Denis Sacchetti        | PSG-1 Corse                 | Kawasaki ZX10      | 13   | +1'09.153 | 14º     |       |
| 17º  | 28 | Sepp Vermonden         | Racing Dirk Van Mol         | Suzuki GSX 1000R   | 13   | +1'09.444 | 22º     |       |
| 18º  | 24 | Marko Jerman           | MD Team Jerman              | Suzuki GSX 1000R   | 13   | +1'17.208 | 29º     |       |
| 19º  | 37 | William De Angelis     | Team Trasimeno              | Yamaha YZF R1      | 13   | +1'28.954 | 6º      |       |
| 20º  | 14 | Pierrot Lerat-Vanstaen | Association Plein Gaz       | Suzuki GSX 1000R   | 13   | +1'39.053 | 28º     |       |
| 21º  | 70 | Enrico Pasini          | Boselli Racing              | Suzuki GSX 1000R   | 13   | +1'52.698 | 15º     |       |
| 22º  | 84 | Mattia Angeloni        | Gimotorsport UnionBikeDucci | MV Agusta          | 13   | +1'58.228 | 30º     |       |
| 23º  | 73 | Martin Choy            | Prista Oil Racing           | Suzuki GSX 1000R   | 12   | +1 giro   | 26º     |       |
| 24º  | 72 | Cedric Tangre          | Yohann Motorsport           | Suzuki GSX 1000R   | 12   | +1 giro   | 27º     |       |
| 25º  | 67 | Allard Kerkhoven       | Racing Dirk Van Mol         | Suzuki GSX 1000R   | 12   | +1 giro   | 32º     |       |
| 26º  | 40 | Hervé Gantner          | Badan Yamaha                | Yamaha YZF R1      | 12   | +1 giro   | 25º     |       |
| 27º  | 12 | Denny Lannoo           | Zone Rouge                  | Yamaha YZF R1      | 12   | +1 giro   | 33º     |       |
| 28º  | 25 | Olivier Depoorter      | Autophone Racing            | Yamaha YZF R1      | 12   | +1 giro   | 31º     |       |

#### Ritirati
| Nº | Pilota            | Squadra              | Motocicletta     | Giri | Griglia |
| -- | ----------------- | -------------------- | ---------------- | ---- | ------- |
| 71 | Petter Solli      | SolliRacing          | Yamaha YZF R1    | 10   | 24º     |
| 54 | Kenan Sofuoğlu    | Yamaha Motor Germany | Yamaha YZF R1    | 6    | 1º      |
| 49 | Simone Saltarelli | 44 Racing            | Yamaha YZF R1    | 1    | 18º     |
| 16 | Enrique Rocamora  | HP Racing            | Suzuki GSX 1000R | 1    | 16º     |

### Superstock 600

#### Arrivati al traguardo
| Pos. | Nº | Pilota                 | Squadra                     | Motocicletta    | Giri | Tempo     | Griglia | Punti |
| ---- | -- | ---------------------- | --------------------------- | --------------- | ---- | --------- | ------- | ----- |
| 1º   | 32 | Yoann Tiberio          | Junior Team Megabike        | Honda CBR 600RR | 10   | 19'45.147 | 2º      | 25    |
| 2º   | 21 | Maxime Berger          | MBE                         | Honda CBR 600RR | 10   | +1.661    | 4º      | 20    |
| 3º   | 88 | Andrea Antonelli       | Lightspeed Kawasaki         | Kawasaki ZX 6RR | 10   | +7.049    | 6º      | 16    |
| 4º   | 19 | Xavier Siméon          | Alstare Suzuki Corona Extra | Suzuki GSX 600R | 10   | +7.301    | 5º      | 13    |
| 5º   | 71 | Claudio Corti          | Trasimeno                   | Yamaha YZF R6   | 10   | +15.250   | 7º      | 11    |
| 6º   | 55 | Loic Napoleone         | Lightspeed Kawasaki         | Kawasaki ZX 6RR | 10   | +17.026   | 8º      | 10    |
| 7º   | 79 | Domenico Colucci       | M.C. Matera Corse           | Suzuki GSX 600R | 10   | +18.463   | 9º      | 9     |
| 8º   | 76 | Tommaso Lorenzetti     | Team Lorini                 | Honda CBR 600RR | 10   | +18.918   | 10º     | 8     |
| 9º   | 69 | Ondřej Ježek           | Team Erinac                 | Kawasaki ZX 6RR | 10   | +26.254   | 12º     | 7     |
| 10º  | 64 | Daniel Rivas Fernandez | Moto Sport Racing           | Honda CBR 600RR | 10   | +27.063   | 14º     | 6     |
| 11º  | 68 | David Forner           | Alapont Competition         | Honda CBR 600RR | 10   | +27.517   | 17º     | 5     |
| 12º  | 24 | Daniele Beretta        | DBG Racing                  | Kawasaki ZX 6RR | 10   | +33.789   | 18º     | 4     |
| 13º  | 99 | Jorge Villar Machado   | Alapont Competition         | Honda CBR 600RR | 10   | +33.985   | 11º     | 3     |
| 14º  | 27 | Barry Burrell          | MS Akuna Racing             | Honda CBR 600RR | 10   | +44.009   | 26º     | 2     |
| 15º  | 80 | Simone Piermaria       | 44 Racing                   | Yamaha YZF R6   | 10   | +49.189   | 21º     | 1     |
| 16º  | 16 | Agustín Pérez Muñoz    | Alapont Competition         | Honda CBR 600RR | 10   | +49.799   | 22º     |       |
| 17º  | 11 | Ronald ter Braake      | Ten Kate Kobutex Honda      | Honda CBR 600RR | 10   | +50.612   | 27º     |       |
| 18º  | 96 | Jonathan Gallina       | Junior Team Italia Megabike | Honda CBR 600RR | 10   | +51.565   | 20º     |       |
| 19º  | 37 | Henri Taipale          | Ajo Promotion               | Honda CBR 600RR | 10   | +52.008   | 30º     |       |
| 20º  | 84 | Jarno Colosio          | Bike Service                | Yamaha YZF R6   | 10   | +52.447   | 24º     |       |
| 21º  | 33 | Marek Szkopek          | Grandys Junior Racing       | Suzuki GSX 600R | 10   | +54.229   | 29º     |       |
| 22º  | 41 | Davide Caldart         | WLB Racing                  | Yamaha YZF R6   | 10   | +57.836   | 28º     |       |
| 23º  | 13 | Gabriele Perri         | SBP Racing                  | Kawasaki ZX 6RR | 10   | +1'06.913 | 31º     |       |
| 24º  | 92 | Chris Northover        | Riot Racing                 | Yamaha YZF R6   | 10   | +1'09.366 | 35º     |       |
| 25º  | 51 | Alessia Polita         | Celani Team - Suzuki Italia | Suzuki GSX 600R | 10   | +1'11.243 | 33º     |       |
| 26º  | 81 | Gabriel Berclaz        | Berclaz Racing              | Suzuki GSX 600R | 10   | +1'21.255 | 32º     |       |

#### Ritirati
| Nº | Pilota              | Squadra                     | Motocicletta    | Giri | Griglia |
| -- | ------------------- | --------------------------- | --------------- | ---- | ------- |
| 31 | Patrick McDougall   | Beowulf Motorsport.com      | Suzuki GSX 600R | 2    | 23º     |
| 12 | Roy Ten Napel       | Ten Kate Kobutex Honda      | Honda CBR 600RR | 2    | 13º     |
| 56 | Gregory Junod       | TKR Racing                  | Suzuki GSX 600R | 2    | 19º     |
| 59 | Niccolò Canepa      | Kawasaki Bertocchi          | Kawasaki ZX 6RR | 0    | 1º      |
| 22 | Danny De Boer       | Remar racing Ten Kate Honda | Honda CBR 600RR | 0    | 15º     |
| 73 | Andrzej Chmielewski | DFXtreme Majestic           | Yamaha YZF R6   | 0    | 16º     |
| 14 | Nicolas Pirot       | Zone Rouge                  | Yamaha YZF R6   | 0    | 34º     |